# Meclozin
Meclozin ist ein Arzneistoff aus der Gruppe der systemischen H1-Antihistaminika. Es wirkt gegen Übelkeit und Erbrechen und ist erfahrungsgemäß auch während einer Schwangerschaft sicher anwendbar. Seit 2007 ist es in Deutschland jedoch nicht mehr im Handel (ehemaliger Handelsname: Postadoxin N). Im EU-Ausland sind oder waren Präparate unter dem Namen Postafene oder Agyrax bekannt.  In der Schweiz ist Meclozin als Kombinationspräparat mit Pyridoxin und Koffein unter dem Namen Itinerol B6 erhältlich.

## Synthese
Die Synthese von Meclozin geht vom (4-Chlorphenyl)-phenylmethanol aus, welches zunächst nach Halogenierung mittels Thionylchlorid und Reaktion mit Acetylpiperazin zu einer 4-Chlorphenylphenylpiperazinylmethan-Zwischenverbindung umgesetzt wird. Nach sauer Abspaltung der Acetylgruppe erfolgt eine N-Alkylierung am Piperazinring mit 3-Methylbenzylchlorid zum racemischen Zielmolekül.
Alternativ kann der letzte Syntheseschritt als reduktive N-Alkylierung am Piperazinring mit 3-Methylbenzaldehyd durchgeführt werden.
Bei der Synthese entsteht das Racemat. Für pharmazeutische Anwendungen wird die Verbindung in das Dihydrochlorid überführt.

## Klinische Angaben
Meclozin wird verwendet gegen Übelkeit und Erbrechen, insbesondere bei Reisekrankheit und bei Schwangerschaftserbrechen.
Die Sicherheit für die Anwendung während einer Schwangerschaft ist gut belegt, es gilt sogar bei Schwangerschaftserbrechen als Mittel der Wahl. Als Alternative kommt unter anderem Doxylamin in Frage.

## Pharmakologische Eigenschaften
Meclozin wirkt durch kompetitive Hemmung an Histamin-H1-Rezeptoren. Da es als Antihistaminikum der ersten Generation die Blut-Hirn-Schranke überwindet, wirkt es nicht nur antiemetisch, sondern macht auch müde.

## Stereoisomerie
Meclozin enthält ein stereogenes Zentrum und ist chiral. Der Arzneistoff wird als Racemat {1:1-Gemisch aus (R)-1-[(4-Chlorphenyl)-phenylmethyl]-4-[(3-methylphenyl)methyl]piperazin und (S)-1-[(4-Chlorphenyl)-phenylmethyl]-4-[(3-methylphenyl)methyl]piperazin} eingesetzt.